# CA Defensores Unidos
Club Atlético Defensores Unidos – argentyński klub piłkarski z siedzibą w Villa Fox, dzielnicy miasta Zárate leżącego w prowincji Buenos Aires.

## Osiągnięcia
- Mistrz IV ligi argentyńskiej (2): 1969 (Primera D), Apertura 1993 (Primera C Metropolitana)

## Historia
Defensores Unidos założony został 14 lipca 1914. Obecnie klub występuje w piątej lidze argentyńskiej (Primera D Metropolitana).

### Piłkarze
- Sergio Goycochea